# José Bernabéu
José Bernabéu Alberola (Muchamiel, Alicante, 1945) es un físico y catedrático español especializado en física de partículas, destacando su investigación sobre la unificación de las interacciones electro-débiles.

## Biografía
Nacido en el municipio alicantino de Muchamiel, Bernabéu destaca por la brillantez de su expediente. En 1967 se licenció en la Universidad de Valencia con catorce matrículas de honor. Obtuvo en 1970 el doctorado en Física con premio extraordinario. De 1971 a 1978 trabajó en el CERN, en Suiza, siendo el primer español en formar parte del personal de la división de Física Teórica. En 1976 obtuvo la plaza de profesor agregado de la Universidad de Barcelona, y al año siguiente de la Universidad de Valencia, pero su carrera docente se ha desarrollado en diversas universidades del mundo como en las de Lovaina-la-Nueva, Bergen, Lyon, La Plata, Oviedo y París-Orsay.
En 2008 recibió el premio Rey Jaime I de Investigación Básica, y en 2011 fue galardonado con la Medalla de Física de la Real Sociedad Española de Física. Autor de numerosos trabajos de investigación, ha ocupado cargos de responsabilidad en diversos consejos científicos tanto españoles como internacionales.